# Bernhard Kopman
Bernhard Kopman (* vor 1275; † nach 1314) war ein Ratsherr der Hansestadt Rostock des 14. Jahrhunderts.
Bernhard Kopman entstammt einer sehr vermögenden und angesehenen Rostocker Patrizierfamilie. Erstmals wird Bernhard Kopman urkundlich am 28. Juli 1301 erwähnt, als er als Zeuge in einer in Warnemünde errichteten Urkunde genannt wird, mit der der dänische König Erich VI. Menved den Schutz über die Herrschaft Rostock übernahm und sich diese in der Folge aneignete. Letzteres führte 1308 zu einem Bündnis der wendischen Städte Wismar, Stralsund und Greifswald mit der Stadt Rostock. Der Ratsherr (und vermutetermaßen auch Bürgermeister) Bernhard Kopman erwarb trotz der entgegenstehenden Interessenlage seiner Stadt von Erich Menved am 3. April 1310 das mecklenburgische Dorf Sanitz als Lehen. Nach dem Rostocker Trutzbündnis des Jahres 1310 erhielt er auf sein Ersuchen von Fürst Heinrich II. von Mecklenburg am 13. Februar 1311 die Bestätigung dieses Lehens. Nach dem Rostocker Turnier am 12. Juni 1311, bei dem Rostock sich den Zorn Erich Menveds dadurch zugezogen hatte, das ihm die Stadttore Rostocks verschlossen blieben, reiste er gemeinsam mit Heinrich von Gothland als Gesandter der Stadt Rostock zu Erich Menved, um eine Verständigung herbeizuführen. Die Gesandtschaft war jedoch ohne den erhofften Erfolg. Bei den Rostocker Unruhen der Jahre 1312–14 richtete sich deshalb der Volkszorn gegen ihn und ihm wurde Verrat zur Last gelegt. Der Hinrichtung entzog er sich durch Flucht gemeinsam mit seinem Bruder Arnold Kopman. Nach der erneuten Einnahme Rostocks am 12. Januar 1314 wurden beide mit den anderen Mitgliedern des Alten Rates von Heinrich II. wieder in ihre Ämter als Ratsherren der Stadt eingesetzt. Das Lübische Recht mit dem Selbstergänzungsrecht des Rates wurde für Rostock durch Heinrich II. bestätigt.